# SN 2006iv
SN 2006iv – supernowa typu IIb odkryta 5 października 2006 roku w galaktyce UGC 6774. W momencie odkrycia miała maksymalną jasność 15,90m.